# Borxleben
Borxleben è un comune della Turingia, in Germania.
Appartiene al circondario del Kyffhäuser (targa KYF) ed è amministrato dal comune amministratore (Erfüllende Gemeinde) di Artern.